# Юхни
Ю́хни — село в Україні, у Миронівській міській громаді Обухівського району Київської області. До 2020 року село Юхни було адміністративним центром Юхнівської сільської ради, нині — центр Юхнівського старостинського округу. Населення становить 579 осіб.

## Назва
Існує легенда, яка повідає нам про двох братів Юхима та Якима. Посварилися брати і розійшлися. Місце, де оселився Яким, назвали Яхнами, а там, де осів Юхим — Юхнами.

## Географія
Село розташоване у схилах глибокої балки, по дну якої тече річка Безіменна, що є початком річка Мокра Бутеня — правої притоки річка Росава. Межує на півночі з селом Карапиші, на півдні з селом Шупики, а на сході з Владиславкою. Відстань до обласного центру становить 113 км, до райцентру становить 70 км, що проходить автошляхом місцевого значення. Відстань до найближчої залізничної станції Карапиші становить 9 км.

### Урочища
- Верблюжі гори
- Коліївщина
- Лисяче провалля
- Озерища
- Попів лісок
- Пудові яри
- Чобіток
- Шелихайлиха

### Хутори
- Баші (до 1958 року — самостійне село). 7 березня 1946 року перейменоване на село Березівка.[6] 10 травня 1958 року села Юхни та Березівка Юхнівської сільської ради «зрослись» і відтоді вважаються одним населеним пунктом — селом Юхни.[7]
- Діброва
- Ковалівщина

### Яри
- Могилка

В Юхнах налічується 16 вулиць, у тому числі й один провулок.

### Вулиці
Берегова, Богуславська, Гагаріна Юрія, Лермонтова Михайла, Лісова, Миру, Мічуріна Івана, Набережна, Першотравнева, Польова, Приймака Івана, Пушкіна Олександра, Садова, Степова, Центральна.

### Провулки
Тракторний.

## Населення

### Мова
За даними всеукраїнського перепису населення 2001 року в селі мешкало 733 особи:
| українська | 723 | 98,64 |
| російська  | 10  | 1,36  |

## Історія

### Доба Київської Русі
Перші згадки про село Юхни датуються XI століттям.

### За часів панської Польщі
У 70-х роках XVIII століття село було дароване у спадкове володіння Кіндрату Шелесту. Після люстрації 1765 року — це було дуже маленьке село всього на 10 дворів, що приносило прибутків на загальну суму 140 злотих на рік. Зовсім іншим з'являється це село в люстрації 1789 року: кількість дворів збільшилася до 87, а річний прибуток зріс до 2820 злотих 22 гроші — тобто населення збільшилося у дев'ять разів, а річний прибуток — більше ніж у двадцятеро разів.
Такі блискучі результати, що були досягнуті за відносно невеликий період часу (не більше 15-ти років), показує на надзвичайні здібності Шелеста у веденні господарської діяльності. Люстрація заключає і певні вказівки на ті кошти, які були використані для досягнення поставленої мети: по-перше, один з підданих, а саме Іско (Йосип) Коваленко, який був названий «засновником поселення» — отже заселення проводилося звичайним способом, за допомогою слободи; по-друге, деякі поселенці користувалися особливо пільговими умовами: з 87 господарств — 27 сплачували невеликий регулярний фіксований оброк, розміром в 4 злотих та не несли ніяких повинностей; пільги ці по своїй суті мали тимчасовий характер: принаймні засновник поселення Коваленко ніс усі повинності, не виключаючи і різних робіт.
Існує легенда про місце його смерті та поховання. В одному документі 1792 року, надрукованому у «Архиве Юго-Западной России» зустрічається випадкова згадка про могилу якогось полковника Шелеста, — саме розташування земельної ділянки визначено наступними словами (мовою оригіналу): «…prosto Buteni, na gruntach Tunickich, koło szlachu Pustowoytowskiego, gdzie krźyź Szelesta pulkownika był lezącego». Надто імовірно, що «полковник», про якого тут згадується, і є тим самим колишнім сотником Кіндратом Шелестом, тим більше, що місцевість, де похований цей полковник, знаходиться поблизу володінь Кіндрата Шелеста: с. Туники знаходиться на відстані 2-3 км від с. Юхни. Сам же спосіб поховання — не на цвинтарі, а на великій дорозі наштовхує нас на припущення про насильницьку смерть…
Існує ще легенда, що саме козацький урядник Шелест приніс частку мощей Святого Священномученика Макарія до юхнівської церкви Різдва Пресвятої Богородиці, біля якої по смерті й був похований.
Наприкінці XVIII століття власником Богуславського староства стає король Речі Посполитої князь Станіслав Август Понятовський, а після його смерті староство, у тому числі Юхни та сусіднє село Баші, переходять у власність графа Ксаверія Браницького.
У середині ХІХ століття власником цих земель був онук Ксаверія Браницького — Костянтин. Частина степової ділянки поблизу села належала Анзиру Полиновському, а фільварок був у власності Марії Байковської. У 1879 році Костянтин Браницький продає свої маєтки в межах Богуславщини царському уряду, у тому числі і Юхни з Башами.

### Під владою Царської Росії
У XIX столітті села Юхни та Баші належали до Пустовійтівської волості, Канівського повіту, Київської губернії.
У 1860 році при церкві Святої Покрови, була відкрита церковнопарафіяльна школа, яка функціонувала до 1907 року.
У церкві Святої Покрови, котра знаходилася біля будівлі теперішньої початкової школи у 1895—1898 роках служив псаломником Гдишинський Полікарп Петрович, випускник Богуславського духовного училища (1889) і Київської духовної семінарії (1895), котрий був однокласником і приятелем Олександра Кошиця. Олександр Антонович часто згадує його у своїх спогадах, зокрема як хориста з гарним тенором. На початку XX століття юхнівська церква Святої Покрови та церкви ще 13 навколишніх сіл належали до VII благочинного округа Канівського повіту Київської єпархії, де благочинним священиком був парох церкви Введенія Пресвятої Богородиці с. Вахутинці отець Миколай Маєвський.
У серпні 1876 року в селі відбувся з'їзд мирових посередників, на якому стояло питання про церковні землі у навколишніх селах.
На початку XX століття земство виділило кошти на будівництво нової кам'яної школи. На той час це була велика простора школа. Відкрите нове приміщення у 1907 році.

### Радянська влада в селі
Радянську владу в Юхнах встановлено у січні 1918 року. Революційна рада, яку очолював Карапищенко І. Н., містилася у дерев'яному одноповерховому будинку.
У 1920 році створюються сільські ради в Юхнах і Башах, які у 1923 року увійшли до новоствореного Миронівського району.
На початку 1920-х років почали виникати товариства спільної обробки землі (ТСОЗ) та невеликі сільськогосподарські артілі. На початку 1930-х років почалася суцільна колективізація та розкуркулення.
Після 1925 році в Юхнівській школі було відкрито курси лікнепу. У 1933 році в Юхнах було відкрито нову школу.
У 1932 році в Юхнах було створено колгосп «Жовтень», а у Башах — колгосп імені К. Ворошилова.
Під час Голодомору 1932—1933 років, від штучного голоду з 2800 мешканців Юхнів померло 865 осіб. Встановлено прізвища лише 32 жертв, з них 17 — діти.
Під час Великого терору 1937—1938 років, коли сталінські репресії були різко посилені й доведені до максимуму своєї інтенсивності, було репресовано 10 мешканців села, із таборів повернулося лише двоє юхнівців Також під час Великого терору постраждали уродженці Юхнів, що тоді працювали на різних підприємствах Радянської Росії, зокрема у Цілиноградській області Казахстану. Так, Кокот Сидір Васильович, 1908 року на момент арешту працював бригадиром на одному з підприємств. Він був заарештований наприкінці березня 1946 року, а 24 червня того ж року був засуджений Акмолинським обласним судом за статтею 58-10 КК РРФСР — «антирадянська пропаганда і агітація», що передбачала 10 років ВТТ. Реабілітований у 1992 році.
З початком німецько-радянської війни, близько двохсот односельців мобілізували на фронт. Оборонні бої за села Юхни та Баші вели 227-ма стрілецька дивізія під командуванням полковника Макарчука (резерв Південно-Західного фронту) та 14-та кавалерійська дивізія 158-го кавалерійського полку. Село було окуповане Вермахтом 22 липня 1941 року.
У грудні 1941 року кадровий військовий, політрук Червоної армії Іван Кузьмович Приймак, уродженець Юхнів, створив підпільну групу «Комітет № 8», яка налічувала 10 осіб. Згодом чисельність групи становила понад 60 осіб та переросла у партизанський загін № 8, до якого входили мешканці сіл: Юхни, П'ятихатка, Салів хутір. Комісаром загону був О. Ломака. Підпільники діяли на території Миронівського та Богуславського районів. У червні 1943 року підпільна група «Комітет № 8» об'єдналася з партизанами с. Григорівка одне велике партизанське з'єднання імені Чапаєва, яке очолив Приймак. Серед інших у загоні були: льотчик — Герой Радянського Союзу Лавриненков (підібраний 16 вересня 1943 року разом із капітаном Корюхіним), голова військового трибуналу Київського гарнізону, юрист першого класу В. О. Іванесов, Герой Радянського Союзу Роберт Клейн; командир 3-го загону, письменник Касим Кайсенов.
З 1942 року на примусові роботи до Німеччини з Юхнів було вивезено понад 100 односельців, переважно молодих хлопців та дівчат.
2 лютого 1944 року Юхни та Баші були відвойовані з-під німецької окупації батальйонами 54-го укріпрайону під командуванням генерал-майора Михайла Титовича Карначова. В боях при обороні та відвоюванні села загинуло близько 25 вояків-окупантів Червоної армії, які поховані у братській могилі, неподалік сільської школи. На могилі встановлено пам'ятний знак з викарбуваними на ньому іменами полеглих вояків. З війни не повернулося 126 односельців. Під час німецької окупації було розстріляно 14 місцевих мешканців.
Після війни зруйновані Юхни було відроджено у найкоротші терміни. В обох приміщеннях школи був зроблений ремонт. Навчально-виховний процес відновився. Директором школи на той час був Іван Амросійович Довженко. У школі навчалося 350 учнів. Стара (молодша) школа працювала в одну зміну, а нова — в три зміни. В третій зміні навчались учні, яким було за 20 років.
У 1950 році в результаті укрупнення колгоспу в Юхнах, колгоспи імені К. Ворошилова (с. Березівка) та «Жовтень» (с. Юхни) було об'єднано в один колгосп, який отримав назву імені В. Молотова, а головою новоствореного колгоспу став М. І. Носков. Колгоспна контора та сільська рада знаходилися в Юхнах, а село Березівка було підпорядковано Юхнівській сільській раді.
Вже у 1957 році колгосп імені В. Молотова перейменовано на «Перше Травня», а головою колгоспу став Д. Л. Приходько. За його керівництва було створено міцну матеріально-технічну базу господарства та відбудовано, у значній мірі, соціальну сферу села, а саме побудовано фельдшерсько-акушерський пункт, дитячий садок, Будинок культури. У селі також діяли початкова школа, бібліотека та магазини.
Рішенням виконавчого комітету Київської обласної ради народних депутатів від 10 травня 1958 року № 347 «Про уточнення обліку населених пунктів Київської області», відповідно до якого з метою уточнення обліку населених пунктів і впорядкування в адміністративно-територіальному поділі Київської області ухвалено затвердити подання виконкомів районних рад депутатів трудящих про зміни, що сталися в складі населених пунктів області, а саме населені пункти с. Юхни та с. Березівка (до перейменування 1946 року — с. Баші) Юхнівської сільської ради, що зрослись між собою надалі вважалися за один населений пункт — с. Юхни. 30 грудня 1962 року був виданий Указ Президії Верховної Ради УРСР «Про укрупнення сільських районів Української РСР», згідно якого с. Баші остаточно стає частиною Юхнів, а Юхни відповідно підпорядковуються однойменній сільській раді.
На початку 1970-х років за колгоспом «Перше Травня» з центральною колгоспною конторою в Юхнах було закріплено 2032 га сільськогосподарських угідь, у тому числі 1947 га орних земель. Виробничим напрямом колгоспу було рільництво, м'ясо-молочне тваринництво та бджільництво.
У 1975 році колгосп «Перше Травня» приєднався до колгоспу імені В. Чапаєва (с. Владиславка), в результаті укрупнення останнього, але у 1988 році від'єднується і стає самостійним господарством, яке перейменовують на КСП «Перше Травня». Напрям господарювання — вирощування зернових культур та м'ясо-молочне тваринництво.
За визначні трудові досягнення 25 колгоспників було нагороджено орденами та медалями.

### У незалежній Україні
У 1996 році відбулося розпаювання земель колгоспу. Правонаступником КСП «Перше Травня» стало новостворене СП АЗАТ «Юхни», головою правління якого обрано В. М. Вашківа. За господарством закріплено 1659 га сільгоспугідь, ріллі — 600 га. Напрямки діяльності — рільництво, м'ясо-молочне тваринництво, бджільництво. Нині в АЗАТ «Юхни» налічується 480 акціонерів, з них працюючих — 172. В селі також працює 3 фермерських господарства.
У 2010 році було переобрано голову АЗАТ «Юхни». Новим головою товариства став Володимир Григорович Карапищенко.
17 листопада 2007 року у приміщенні Національного академічного театру опери і балету України імені Т. Г. Шевченка у Києві пройшло урочисте засідання працівників агропромислового комплексу Київської області, на якому було відзначено Почесними грамотами Київської обласної державної адміністрації працівників агропромислового комплексу області та вручено іменні годинники. Серед них і механізатор тракторної бригади АЗАТ «Юхни» — Бевза Іван Григорович.
Станом, на листопад 2018 року АЗАТ «Юхни» припинило своє існування, натомість в селі зареєстровані сільськогосподарський виробничий кооператив «Юхни» та селянське (фермерське) господарство «Баші», що займаються вирощуванням зернових культур (крім рису), бобових культур та насіння олійних культур (керівником обох підприємств є Карапищенко В. Г.).
З 1992 року в селі ведеться активне будівництво молодими забудовниками, в чому надають їм допомогу місцеве господарство та сільська рада, яку понад 25 років очолював Василь Валентинович Пустовіт. Від 2010 року його справи продовжила П'ятенко Валентина Петрівна. Юхнівська сільська рада неодноразово була переможцем серед сільських рад району.
Указом Президента України від 5 березня 2010 року місцевим мешканкам Іваненко Т. М., Пененко Р. І., Старинець М. Д. та Швидкій Н. П. присвоєно почесне звання «Мати-героїня».
Рішенням Юхнівської сільської ради від 28 січня 2015 року № 23-7-VII та у відповідності до Закону України «Про засудження комуністичного та націонал-соціалістичного (нацистського) тоталітарних режимів в Україні та заборону пропаганди їхньої символіки» в селі відбулося перейменування декількох вулиць. Зокрема, вул. Комсомольську на Берегову, вул. Леніна на Центральну, вул. Піонерську на Миру, вул. Чапаєва на Лісову.
8 жовтня 2015 року на території Юхнівського НВК відбулося урочисте відкриття дитячого майданчику відпочинку з каруселями, гіркою, пісочницями для дітей. Майданчик був придбаний та встановлений за підтримки місцевого фермера Карапищенка В. Г.
Нині в селі діє три селянських (фермерських) господарства — Харченка Б. І., «Баші» та Старинця І. М.

## Освіта
У селі працює одна школа — юхнівська загальноосвітня школа I—II ступенів, яка поділяється на молодший та старший корпуса. У молодшому корпусі (колись — церковнопарафіяльна школа) діти навчаються з 1 по 4 клас, а в старшому корпусі — з 5 по 9 клас.
Для найменших мешканців села працює дитячий садок «Берізка». Всі культурні заходи проходять в сільському Будинку культури, де щодня працює бібліотека.

### Історія розвитку шкільництва в Юхнах

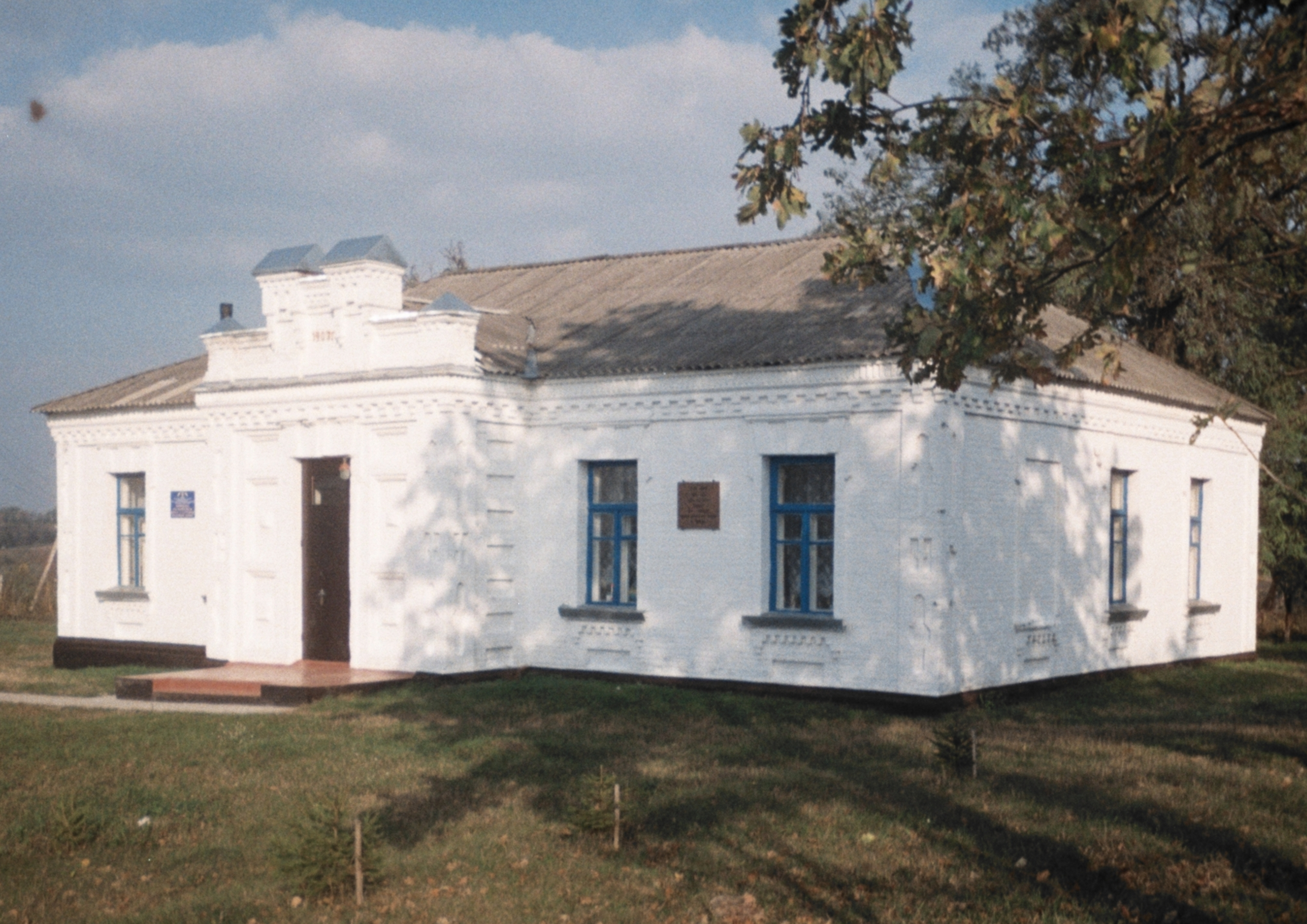
Молодший корпус юхнівської загальноосвітньої школи I—II ступенів (1907)

У 1860 році в Юхнах при церкві Святої Покрови відкрили трикласну церковно-приходську школу. Це був дерев'яний, одноповерховий будинок, оббитий гонтом. Першим викладачем (вчителем) був Олексій Газдієвскій. Священик церкви Святої Покрови був помічником учителя. У трьох класах навчалося 25 дітей, яким викладали Закон Божий, російську мову, арифметику, геометрію, історію держави Російської, чистописання. Значну допомогу школі надавала сільська громада. Була в селі і бібліотека з досить багатими зборами літератури. Будівля школи простояло трохи більше 40 років і в підсумку прийшло в непридатність: прогнили підлоги, дах протікав тощо. Село потребувало нової школи. І на початку XX століття земство виділило кошти на будівництво нової кам'яної школи. Відкрито нове приміщення в 1907 році і це була велика, простора школа.
Після 1917 році до школи почали ходити діти з ближніх сіл Башів та Шупиків. В Юхнах був пан Чмирь, до якого ходили жителі для того, щоб отримати початкові ази грамотності. Навчав Чмирь безкоштовно. Наприкінці 1920-х роках, коли з села був вигнаний священик, а його будиночок, який розташовувався неподалік від школи, передали в користування народній освіті. Від середини 1920-х років директором школи був І. Лисков.
Після 1925 року в юхнівській школі було відкрито курси лікнепу. Тут навчалися мешканці села, які раніше не навчались, вдень ходили на роботу, а вечорами приходили на заняття. Для них в лікнепі давали ази читання, рахування і письма. Писали гусячим пір'ям, а замість чорнила використовували відстояну рідину з плодів бузини. Діти вчилися з великим бажанням, але в школу ходили переважно діти заможних, багатих селян, у яких було в що одягнутися і взутися. Було й так, що батьківські чоботи і материнський светр малі діти одягали по черзі, тому в школу ходили не кожен день. У селі все більше ставало людей, які мали початкову освіту. Старші селяни, навіть хвалилися, що закінчили у той, страшний час лише кілька класів-коридорів.
За страшні роки голодомору ряди учнів значно порідшали. Голодна смерть своєю «чорною косою» знищувала цілі сім'ї. Від голоду пухли і діти, і дорослі. По селу не бігали ні коти, ні собаки, навіть білки, миші, горобці, жуки, жаби, щурі та все, що бігало, літало, повзало було з'їдено. Багато дітей померло у той час. У селі не було хати, з якої не винесли б небіжчика. Кожен думав про те, як протриматися і вижити у ці важкі роки та дожити до кращих часів.
Ця чорна сторінка в історії українського народу була перевернута і село почало відроджуватися. Класи в школі були переповнені і іноді кількість учнів досягало сорока. Навчання проходило у дві зміни: перша зміна (з ранку й до обіду) — початкові класи, а друга (по обіді) — старші класи. Було багато дітей-переростків, які були різного віку, проживали в різних соціальних умовах, але навчалися в одному класі.

Старший корпус юхнівської загальноосвітньої школи I—II ступенів (1935)

У зв'язку з тим, що збільшилася кількість учнів у юхнівської школі, то в селі виникла ідея будівництва другого корпусу школи. Будівництво нової школи почалося у 1934 році, а 1935 року в Юхнах було відкрито нове, більш просторе приміщення школи. У ній почали вчитися учні 4—7-х класів. Очолив школу Григорій Олеоленко, уродженець сусіднього с. Шупики. Трохи пізніше, силами вчителів, учнів та батьків недалеко від школи була побудована невелика глиняна майстерня на дві просторі кімнати (у 1985 році майстерню розібрали).
З початком Німецько-радянської війни, майже всі вчителі пішли на фронт. Вони були в різних військових частинах, але мужньо билися з ворогом. На захист своєї Батьківщини стали і випускники школи. Найвідоміший з них — Приймак Іван Кузьмович, який очолив велику партизанське з'єднання імені В. І. Чапаєва. Село було окуповано 22 липня 1941 року. З перших днів окупації занять в школі не проводилося. Окупанти зробили з приміщення школи церкву і господарську частину — стайню. 2 лютого 1944 року село було звільнене радянською армією. Після звільнення села в обох приміщеннях школи був зроблений ремонт і у відремонтованих приміщеннях відновився навчально-виховний процес. Директором школи був призначений Довженко Іван Амросович. У школі навчалося 350 учнів. Стара (початкова) школа працювала в одну зміну, а нова — у три зміни. У третій зміні вчилися старші учні, яким війна не дала можливості довчитися.
На різних етапах життя школу очолювали досвідчені керівники, кваліфіковані педагоги, які внесли значний внесок в удосконалення навчального процесу та зміцнення навчально-матеріальної бази. У шкільній майстерні, під керівництвом вчителів — теслярів, виготовляли парти, лавки, табуретки. Від руки малювали карти з історії та географії, виготовляли плакати з російської та української мови та літератури, математики. У повоєнний час керівники юхнівської школи досить часто змінювалися. Директорами школи були: Ірченко І. М., Яблунівський І. Г., Кватира М. М., Согина А. Н. У 1960—1970-х роках школу очолював колишній завуч, ветеран німецько-радянської війни, уродженець Юхнів — Карапищенко Іван Іванович. До складу педагогічного колективу школи постійно входило 13—15 вчителів. Так як більшість сімей в селі були багатодітними, то класи були переповнені і навчалося в них по 40—45 учнів. Від 1978 року по теперішній час Юхнівську загальноосвітню школу I—III ступенів очолює Яковенко В. І.
Кадровий потенціал школи дає можливість в цілому успішно вирішувати освітні завдання школи. Учні школи є активними учасниками усіх районних заходів.

## Охорона здоров'я
У селі діє власний фельдшерсько-акушерський пункт, відкритий ще на початку 1960-х років. 30 жовтня 2016 року відбулося урочисте відкриття відремонтованого ФАПу. Ремонтні роботи тривали три місяці. Відкрилися нові кабінети, які з часом будуть поступово наповнені необхідною медичною апаратурою та усіма необхідними медпрепаратами. Відтепер селянам тут, на місці, будуть надаватися якісні медичні послуги, без виїзду до миронівської центральної районної лікарні.

## Пам'ятки, визначні місця

### Культові споруди
- Церква Різдва Богородиці (пізніше церква Святої Покрови) існувала давно, а перша згадка датується XVIII століттям[23]. В церкві зберігалася частка мощей Святого Священномученика Макарія, принесених з Канева козацьким урядником Кіндратом Шелестом. Наприкінці 1930-х років церква була знищена Радянською владою.
- Каплиця на честь Святої Матрони Московської (2012), розташована на сільському цвинтарі, біля шляху до села Карапиші. Належить до Білоцерківської єпархії Миронівського благочиння УПЦ (МП)[24]. Настоятель — ієрей Віталій Харчук[25].
- Каплиця на честь Покрова Пресвятої Богородиці (2012), розташована на сільському цвинтарі, біля шляху до села Шупики.

## Пам'ятки монументального мистецтва

### Меморіали, пам'ятники
- Меморіал радянським воїнам та місцевим мешканцям, які загинули та були розстріляні під час німецько-радянської війни 1941—1945 років. Меморіал відкрито у 1981 році. Імена загиблих занесені до «Книги Пам'яті» та викарбувані на граніті.
- Пам'ятник на братській могилі вояків Червоної Армії, які загинули під час оборонних боїв у липні 1941 року.

### Пам'ятні знаки
- Пам'ятний знак на могилі Невідомого солдата.
- Пам'ятний знак-хрест місцевим мешканцям — жертвам Голодомору 1932—1933 років, встановлений у 1998 році на місцевому цвинтарі.

### Меморіальні (пропам'ятні) таблиці
- Меморіальна таблиця Приймаку Іванові Кузьмовичу — командиру партизанського з'єднання імені В. І. Чапаєва, котрий навчався у місцевій школі у 1923—1930 роках, встановлено на фасаді Юхнівської початкової школи.

## Археологічні пам'ятки

### Кургани-насипи
- Кургани або Козацькі могили. За часів СРСР ці кургани охоронялися законом й на кожному з них була таблиця, на якій писалося: «Українська РСР. Пам'ятка археології. Кургани. Охороняється державою. Пошкодження карається законом». Їх було три у різних куточках великих колгоспних ланів, що належали юхнівському колгоспу «Перше Травня». Один знаходився при ґрунтовій дорозі з Юхнів до Карапишів, другий — при дорозі районного значення з Юхнів до Миронівки, третій — при дорозі з Юхнів до Шупиків. На даний час зберігся лише один курган, а два інших було розорано.

## Відомі люди
- Дідик Макар Корнійович — директор міжрайонної контрольно-насінневої лабораторії.
- Капля Михайло — поет.
- Приймак Іван Кузьмович — керівник партизанського з'єднання імені В. І. Чапаєва під час німецько-радянської війни. Навчався у 1923—1930 роках в Юхнівській школі, на фасаді молодшого корпусу якої на його честь встановлено меморіальну таблицю.
- П'ятенко Іван Вікторович — викладач Московської сільськогосподарської академії імені К. А. Тимірязєва.

## Галерея

Каплиця на честь Святої Матрони Московської (2012)
Козацькі могили-кургани
Меморіал радянським воїнам та місцевим мешканцям, які загинули під час німецько-радянської війни 1941—1945 років